# Маринело (Витербо)
Маринело је насеље у Италији у округу Витербо, региону Лацио.
Према процени из 2011. у насељу је живело 282 становника. Насеље се налази на надморској висини од 455 м.